# Stanley Cohen (sociolog)
Stanley Cohen, född 23 februari 1942 i Johannesburg i Sydafrika, död 7 januari 2013 i London, var en brittisk professor och sociolog vid London School of Economics sedan 1996. Han myntade år 1972 begreppet moralpanik i sin bok Folk Devils and Moral Panics. 
Cohen var en ledande kriminologisk forskare.